# Gmina Gråsten
Gmina Gråsten (duń. Gråsten Kommune) – w latach 1970–2006 (włącznie) jedna z gmin w Danii w okręgu południowej Jutlandii (Sønderjyllands Amt). 
Siedzibą władz gminy było miasto Gråsten. 
Gmina Gråsten została utworzona 1 kwietnia 1970 na mocy reformy podziału administracyjnego Danii. Kolejna reforma w roku 2007 zlikwidowała gminę włączając ją do nowej gminy Sønderborg.

## Dane liczbowe
- Liczba ludności: (♀ 3555 + ♂ 3701) = 7256
  - wiek 0-6: 8,2%
  - wiek 7-16: 12,6%
  - wiek 17-66: 63,0%
  - wiek 67+: 16,2%
- zagęszczenie ludności: 129,6 osób/km²
- bezrobocie: 3,9% osób w wieku 17-66 lat
- cudzoziemcy z UE, Skandynawii i USA: 310 na 10 000 osób
- cudzoziemcy z krajów Trzeciego Świata: 230 na 10 000 osób
- liczba szkół podstawowych: 3 (liczba klas: 52)